# سیارک ۸۹۹
سیارک ۸۹۹ (به انگلیسی: 899 Jokaste، نامگذاری:1918EB) هشتصد و نود و نهمین سیارک کشف شده‌است که در ۳ اوت ۱۹۱۸ و در هایدلبرگ کشف شد.
قدر مطلق سیارک برابر ۱۰٫۱۴ است.